# ジョージ・フォアマン
ジョージ・フォアマン（George Foreman、1949年1月10日 - 2025年3月21日）は、アメリカ合衆国の牧師、実業家、元プロボクサー。テキサス州マーシャル出身。元WBA・WBC・IBF世界ヘビー級王者。メキシコシティーオリンピックヘビー級金メダリスト。
統一世界ヘビー級王者となり、1度は引退するも10年後に復帰すると45歳9カ月のときに再びヘビー級王者に返り咲いた。

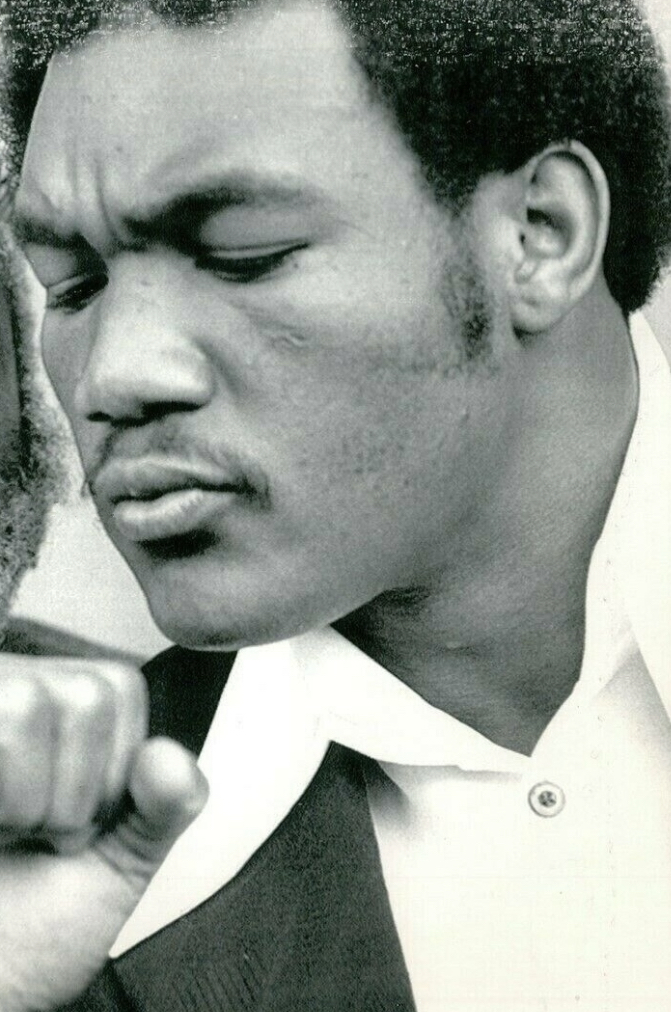
全盛期時代（1973年）

## 来歴

### 生い立ちとアマチュア時代
貧しい黒人家庭で、7人兄弟の5番目の子供として生まれる。少年期は喧嘩・飲酒・窃盗に明け暮れる不良少年で、15歳で学校を中退している。16歳の頃、偶然テレビで目にした「君にもセカンドチャンスがある!」という広告にひかれ、リンドン・ジョンソン大統領が貧民救済策として創設した職業部隊 (Job Corps) に加入、General Educational Developmentを習得し、大工とレンガ職人の職業訓練を受けた。当初はジム・ブラウンに憧れアメリカンフットボールをやっていたが、アメリカンフットボールを諦めてボクシングに転向した。

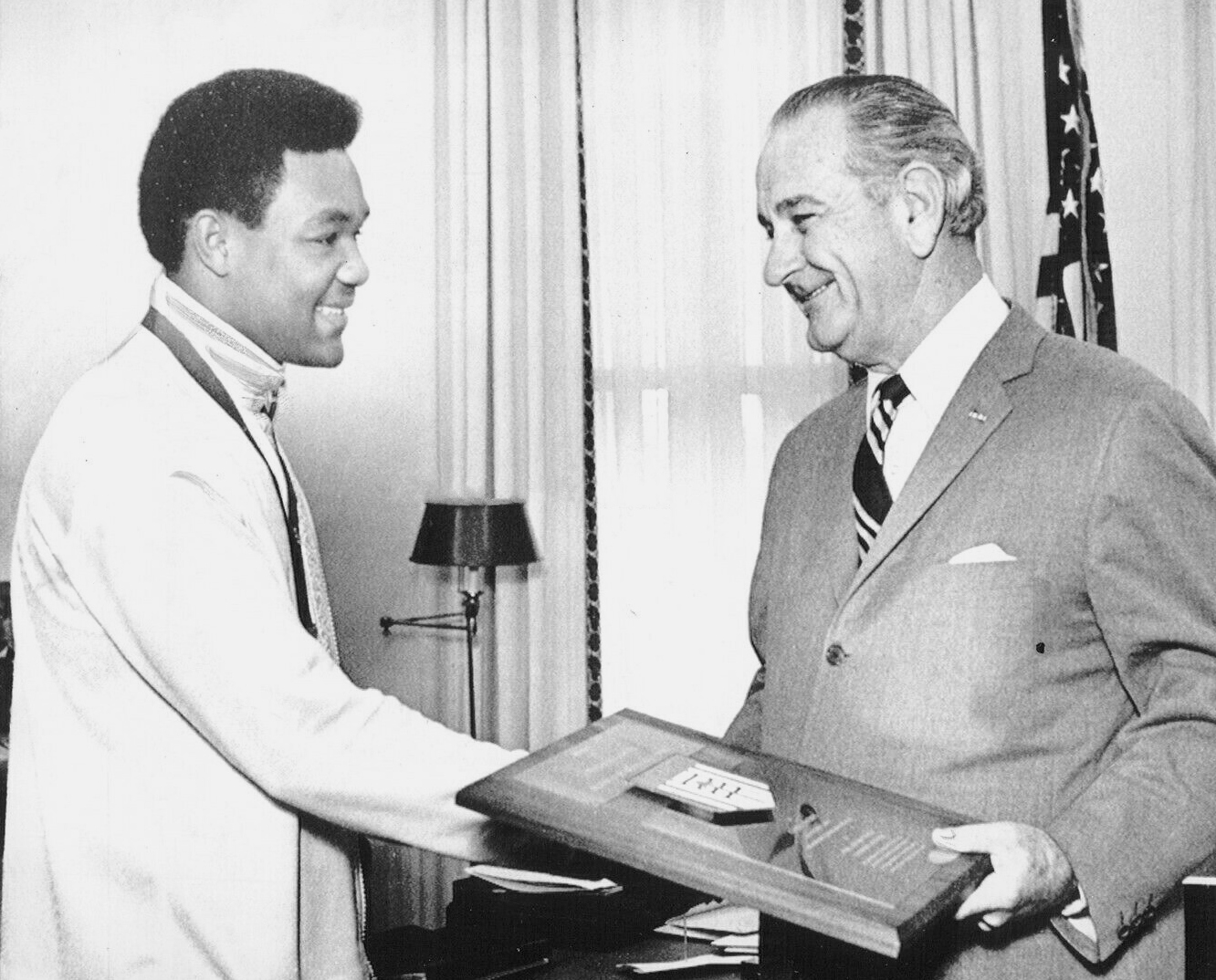
金メダル獲得後にリンドン・ジョンソン大統領と面会するフォアマン（1968年）

アマチュアボクシングを始めてから2年足らずで国内選考会を勝ち抜き、メキシコシティーオリンピックのボクシングヘビー級米国代表選手に選ばれる。1968年10月、決勝でソビエト連邦代表のイオナス・チェプリスをKOで破り金メダルを獲得する。

### プロデビューから世界ヘビー級王者へ
オリンピック後はトレーナーのディック・サドラーと契約し、元世界ヘビー級王者ソニー・リストンのスパーリングパートナーを務める。1969年6月23日、プロデビュー戦でドナルド・ウォルハイムと対戦し、3回1分54秒KO勝ちを収めた。この年は13連勝（11KO）、翌年1970年は12連勝（11KO）を飾った。しかし、対戦相手は無名の選手が多く、作られた戦績という見方もされていた。

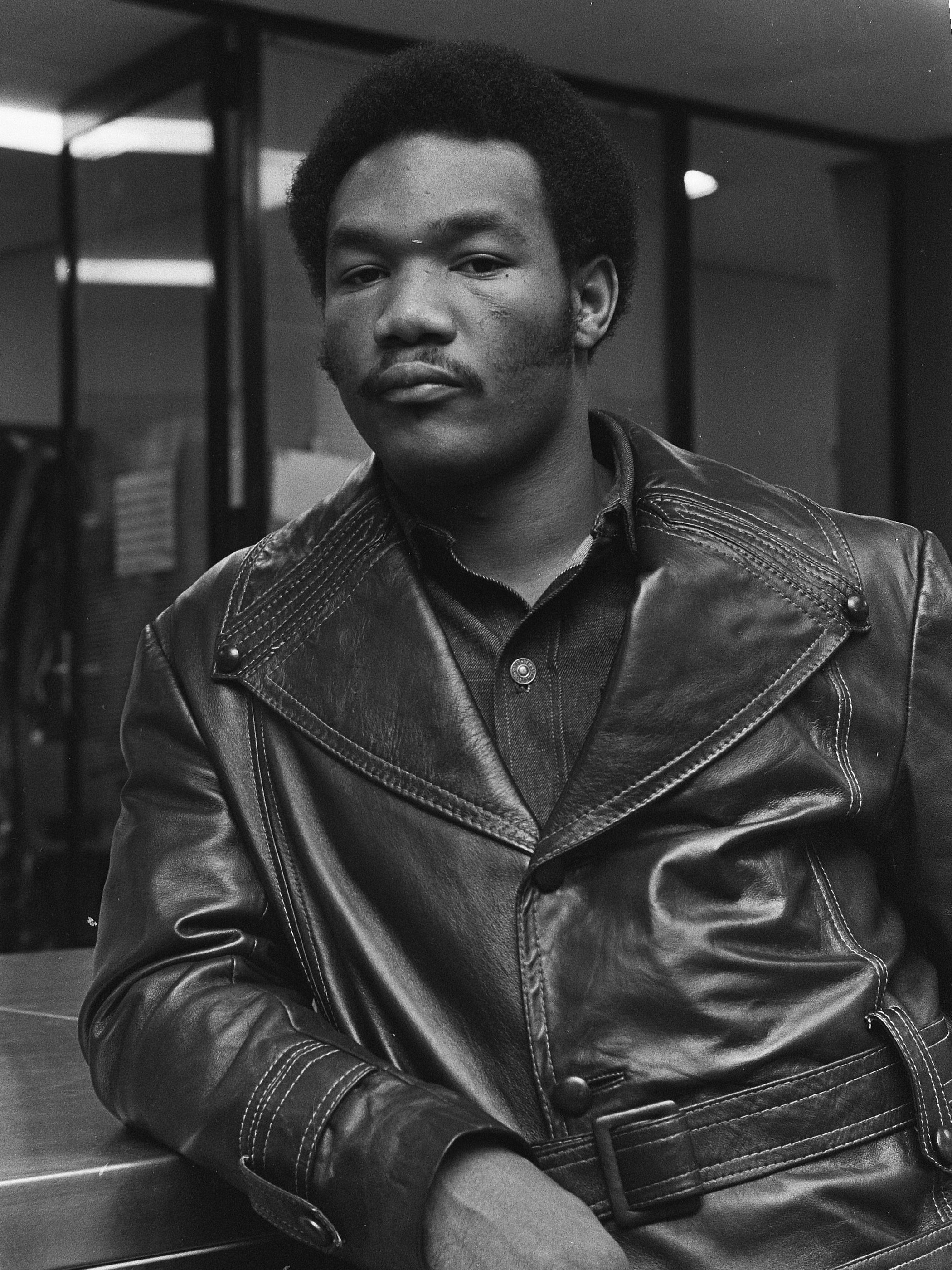
1973年

1973年1月22日、37戦全勝（34KO）という戦績を引っ提げ、ジャマイカ・キングストンのナショナル・スタジアムで29戦全勝（25KO）のWBA・WBC世界ヘビー級統一王者ジョー・フレージャーに挑戦。1回に3度、2回に3度のダウンを奪い、2回2分26秒TKO勝ちを収め王座獲得に成功した。当時、モハメド・アリに勝利しヘビー級史上最強と謳われたフレージャーをフォアマンが一方的に打ちのめす試合内容は「キングストンの惨劇」と呼ばれた。この試合はリングマガジンのファイト・オブ・ザ・イヤーに選出された。
1973年9月1日、東京の日本武道館でホセ・ローマンと対戦し、1回2分KO勝ちを収め王座の初防衛に成功した。
1974年3月26日、ベネズエラのカラカスで「モハメド・アリの顎を砕いた男」ケン・ノートンと対戦し、2回2分TKO勝ちを収め2度目の王座防衛に成功した。

### アリ戦の敗戦と転身

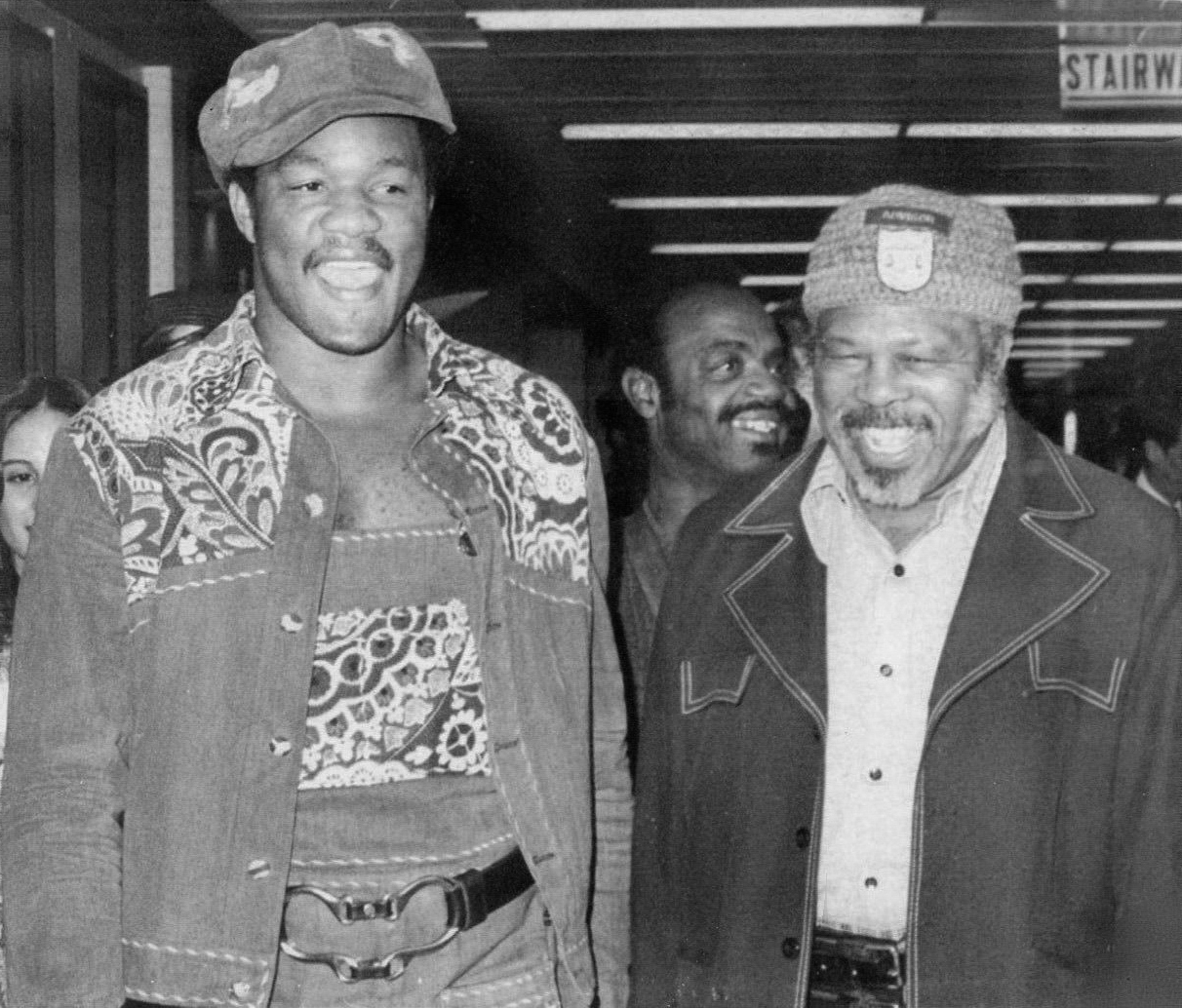
トレーナーのアーチー・ムーアと共にキンシャサへ向かうフォアマン（左）

1974年10月30日、ザイール共和国（現在のコンゴ民主共和国）の首都キンシャサで元WBA・WBC世界ヘビー級統一王者モハメド・アリと対戦。この一戦はアフロ・アメリカンのボクサー同士がルーツであるアフリカ大陸で行う初のヘビー級タイトルマッチで「ランブル・イン・ザ・ジャングル」（ジャングルの決闘）という謳い文句が付けられた。当時25歳で、40戦無敗（内37勝がKO勝ち）で「象をも倒す」と言われたハードパンチャーのフォアマンに対して、アリは当時32歳で復帰以降フットワークに衰えが見られ、この試合で引退に追い込まれるのではないかと囁かれた。アメリカの専門家筋の予想は4対1、ロンドンのブックメーカーの掛け率は11対5でフォアマン勝利を支持した。

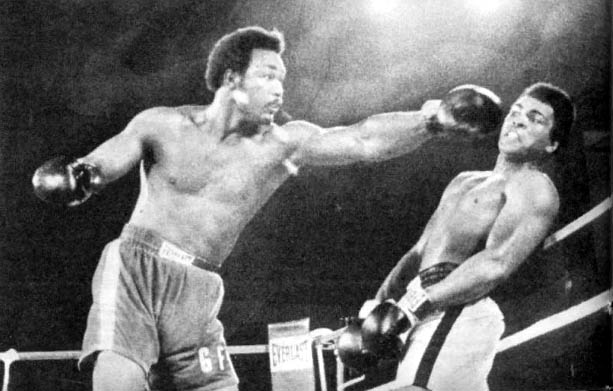
フォアマン対アリ戦（1974年）

試合は、フォアマンが序盤から圧倒的に攻め続けながら、ロープ際でロープに体を預けて防御するアリの戦法（ロープ・ア・ドープ）にはまり体力を消耗（フォアマンはアリ陣営によってロープが緩められていたと主張している）。8Rに逆転KOされ王座から陥落し、41戦目でのキャリア初黒星となった。
1975年4月26日、カナダのメープルリーフ・ガーデンズで一晩に5人のプロボクサーとエキシビションで対戦した。モハメド・アリがテレビ解説を務めたが、フォアマンはリングサイドのアリに向かって再戦を要求した。
アリに敗北を喫してから1年以上休養した1976年1月24日、ロン・ライルとNABFヘビー級王座決定戦を行い、ダウンの応酬の末5回2分28秒KO勝ちを収め王座獲得に成功した。その後、ジョー・フレージャーとの再戦（5回2分26秒TKO勝ち）を含めて4連勝する。1977年3月17日、勝てばアリへの再挑戦権を得る試合にこぎつける。場所はプエルトリコのサンファン、相手は格下のジミー・ヤングだった。一方的にヤングを攻めたが、試合中盤に失速し、最終回にダウンを喫して12回0-3の判定負け。
ヤング戦の試合後、疲労と熱中症に苦しみロッカールームで昏倒し、イエス・キリストの存在を感じる神秘的な臨死体験をしたことを契機に、キリスト教に目覚める。28歳でボクサーを引退し、キリスト教の牧師に転身する。

### リング復帰と王座返り咲き
引退後はヒューストンの自宅近くに教会と「ジョージ・フォアマン青少年センター」を開設。しかし、施設維持費のほか、4度の離婚の慰謝料、12人の子供の養育費、雇っていた会計士の横領事件などによって資金難となり、38歳のときに10年ぶりに現役復帰を決意する。1987年3月9日、スティーブ・ゾウスキーと対戦し、4回2分47秒KO勝ちを収め復帰戦を飾る。
現役復帰を発表した時は、10年のブランクに加え、体型も明らかに肥満していたため、多くの人々は「正気か」と嘲笑したが、復帰後24連勝を飾りヘビー級タイトル戦線に再浮上する（マイク・タイソンとの対決も期待されたが実現せず）。
1991年4月19日、「The Battle of the Ages」（時代を超えた対決）と題された一戦でWBA・WBC・IBF世界ヘビー級統一王者イベンダー・ホリフィールドに挑戦。フォアマンより14歳年下で全盛期を迎えていたホリフィールドを相手に激しい打ち合いを展開し、12回0-3の判定負けを喫し王座獲得に失敗するも多くの人々を驚かせた。
1993年6月7日、トミー・モリソンとWBO世界ヘビー級王座決定戦を行う。フォアマンとの打ち合いを避け後退しながらアウトボクシングに徹するモリソンを捉えることができず、12回0-3の判定負けを喫し王座獲得に失敗した。その後1年以上ブランクが続き、引退も囁かれるが、フォアマンは「人々は常に私に対して『いつまで戦うんだ』と聞く。私は自分で辞めたい時に辞めるし、世界中の誰も私に指図することはできない。私の対戦相手は皆、試合中に背を向けて逃げ回っている。それは本当の勝利ではない。もし、誰かが私をノックアウトして倒したら、私はもう戦うことはないだろう」と現役続行を示唆した。
1994年11月5日、フォアマンより19歳年下のWBA・IBF世界ヘビー級王者マイケル・モーラーから逆指名され、復帰後3度目のタイトル挑戦に臨む。モーラーのアウトボクシングに9回までフォアマンはスコアカードで大差をつけられ負けていたが、10回に入るとパンチの連打で反撃に転じ、10回2分3秒に右ストレートをモーラーの顎に叩き込みKO勝ちを収め、アリ戦から20年越しとなる世界ヘビー級王座の返り咲きに成功した。45歳9カ月での戴冠はボブ・フィッシモンズ（ライトヘビー級）の40歳3カ月を上回る最年長王座獲得記録となった（2011年にバーナード・ホプキンスが46歳4カ月で更新）。
1995年3月、WBAから指名されたトニー・タッカーとの対戦を拒否し、WBA王座を剥奪される。同年4月、アクセル・シュルツを物議を醸す12回3-0の判定で破り、IBF王座の初防衛に成功するとともにWBU世界ヘビー級王座を獲得。同年7月、IBFから指令されたシュルツとの再戦を拒否し、IBFタイトルも剥奪される。
1996年11月3日、東京ベイNKホールでクロフォード・グリムズリーと対戦し（JBC非公認試合・日本IBF協力）、12回3-0の判定勝ちを収め、WBU王座の初防衛に成功するとともにIBA世界ヘビー級王座を獲得。1997年4月26日、ルー・サバリーゼ12回2-1の判定で破り2度目のWBU王座防衛に成功するがこれも返上する。
1997年11月22日、WBC世界ヘビー級王者レノックス・ルイスへの挑戦権をかけてシャノン・ブリッグスと対戦し、12回0-2の判定負け。これが現役最後の試合となり、1999年にラリー・ホームズとの対戦が実現しかけるが交渉が決裂し実現しなかった。
2004年2月、55歳のとき現役復帰するためにトレーニングを始めたことを発表し、トレバー・バービックとの対戦が噂されるが、妻に反対され実現せず。
その後はテキサス州のヒューストンにあるキリスト教会「ザ・チャーチ・オブ・ザ・ロード・イエス・キリスト」で牧師となった。また、バーベキューグリル 「ジョージ・フォアマン・グリル」に名前の使用権を許可すると共に製品の宣伝広報を務めヒットさせ、TVドラマやCMに出演するなど成功を収めた。
2025年3月21日に死去。

## 人物・エピソード
- フォアマンは5度結婚しており、1971年から1974年まではエイドリアン・カルホーンと、1977年から1979年まではシンシア・ルイスと、1981年から1982年まではシャロン・グッドソンと、1982年から1985年まではアンドレア・スケイテと結婚し、1985年に現在の妻であるメアリー・ジョーン・マーテリーと結婚した。
- フォアマンには5男7女の12人の子供がいる[8]。娘のフリーダ・フォアマン（フィンランド語版）と次男のジョージ・フォアマン3世（英語版）はプロボクサーであり、フリーダは2019年3月9日に42歳で死去している。死因は自殺と見られている[9]。
- 7人兄弟の次男（上から5番目）であるが、フォアマンのみ異父を持つ。本人はこの事実をアリ戦の敗戦後に知った。

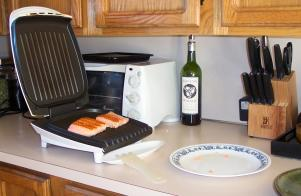
ジョージ・フォアマン・グリル

- フォアマンが現役復帰して成功した秘訣を健康的な食事によるものと語っていたことに目をつけた調理器具メーカーのサルトン（英語版）から依頼され、宣伝広報に就任して発売したバーベキューグリル「ジョージ・フォアマン・グリル（英語版）」が大ヒットし、2009年の時点で1億個以上が販売された。1999年、フォアマンはグリルの商権を1億3800万ドル（約165億6000万円）で売却した[10]。
- ボクシングで稼いだ金を更生施設の設立につぎ込むなど、社会奉仕活動を積極的に行う人柄が人々から慕われ、体格と人間的な器の大きさを讃えて「ビッグ・ジョージ」という愛称を持つ[2]。
- 最初の王者だった頃は不愛想で、周囲に殺気を放つような人物だった。引退後、キリスト教の牧師となり、その宣教を通して心の平穏を得ると、柔らかな表情とユーモアのあるコメントでファンに愛されるキャラクターとなった。また、100kg前後だった体型が復帰後は太り120kgまで増加し、頭髪もアフロヘアーからスキンヘッドとなったため、外見のイメージも一変した。
- キンシャサでモハメド・アリと対戦した際、フォアマンはアリを「殺す」つもりだったと語っている。その後、キリスト教の牧師となり心の平穏を得たフォアマンはアリと友人関係を築き、2023年のインタビューでフォアマンは「アリとの友情がボクシングで得た最高の贈り物だった。彼がいないのが今でも寂しい」と語っている[11]。
- 1968年のメキシコ五輪で金メダルを獲得した時、フォアマンは星条旗の小旗を振って喜びを表した。しかし、当時のアメリカでは黒人差別への抗議活動がスポーツ分野にも及んでおり、男子200m走の表彰式では金・銅メダルのトミー・スミスと銅メダルのジョン・カーロスが黒い手袋をつけた拳を掲げるデモンストレーション（ブラックパワー・サリュート）を行い、大会から追放された。フォアマンの行為は偽善愛国者と誤解され、同胞の黒人から非難されてしまった[12]。

## 戦績
- アマチュアボクシング: 26戦 22勝 4敗
- プロボクシング: 81戦 76勝 (68KO) 5敗

| 戦           | 日付           | 勝敗 | 時間     | 内容    | 対戦相手                         | 国籍                 | 備考                                                                |
| ------------ | -------------- | ---- | -------- | ------- | -------------------------------- | -------------------- | ------------------------------------------------------------------- |
| 1            | 1969年6月23日  | ☆    | 3R 1:54  | KO      | ドナルド・ウォルハイム           | アメリカ合衆国       | プロデビュー戦                                                      |
| 2            | 1969年7月1日   | ☆    | 1R 2:30  | KO      | フレッド・アスキュー             | アメリカ合衆国       |                                                                     |
| 3            | 1969年7月14日  | ☆    | 1R 2:59  | TKO     | シルヴェスター・ドゥレイア       | アメリカ合衆国       |                                                                     |
| 4            | 1969年8月18日  | ☆    | 3R 0:54  | TKO     | チャック・ウェプナー             | アメリカ合衆国       |                                                                     |
| 5            | 1969年9月18日  | ☆    | 1R 2:19  | KO      | ジョニー・キャロル               | アメリカ合衆国       |                                                                     |
| 6            | 1969年9月23日  | ☆    | 2R 0:19  | KO      | ロイ・ウォレス                   | アメリカ合衆国       |                                                                     |
| 7            | 1969年10月7日  | ☆    | 2R 0:32  | TKO     | ヴァーノン・クレイ               | アメリカ合衆国       |                                                                     |
| 8            | 1969年10月31日 | ☆    | 8R       | 判定3-0 | ロベルト・ダビジャ               | ペルー               |                                                                     |
| 9            | 1969年11月5日  | ☆    | 4R 1:00  | KO      | レオ・ピーターソン               | トリニダード・トバゴ |                                                                     |
| 10           | 1969年11月18日 | ☆    | 2R 2:35  | KO      | マックス・マルティネス           | アメリカ合衆国       |                                                                     |
| 11           | 1969年12月6日  | ☆    | 1R 1:22  | TKO     | ボブ・ハゼルトン                 | アメリカ合衆国       |                                                                     |
| 12           | 1969年12月16日 | ☆    | 10R      | 判定3-0 | レヴィ・フォルテ                 | アメリカ合衆国       |                                                                     |
| 13           | 1969年12月18日 | ☆    | 1R       | TKO     | ゲイリー・ホボ・ワイラー         | アメリカ合衆国       |                                                                     |
| 14           | 1970年1月6日   | ☆    | 4R 0:44  | KO      | チャーリー・ポリート             | アメリカ合衆国       |                                                                     |
| 15           | 1970年1月26日  | ☆    | 5R 1:10  | KO      | ジャック・オハロラン             | アメリカ合衆国       |                                                                     |
| 16           | 1970年2月16日  | ☆    | 10R      | 判定3-0 | グレゴリオ・ペラルタ             | アルゼンチン         |                                                                     |
| 17           | 1970年3月31日  | ☆    | 1R 2:42  | TKO     | ルファス・ブラセル               | アメリカ合衆国       |                                                                     |
| 18           | 1970年4月17日  | ☆    | 3R 0:37  | TKO     | ジェームズ・J・ウッディ          | アメリカ合衆国       |                                                                     |
| 19           | 1970年4月29日  | ☆    | 4R 2:24  | TKO     | アーロン・イーストリング         | アメリカ合衆国       |                                                                     |
| 20           | 1970年5月16日  | ☆    | 7R 1:41  | TKO     | ジョージ・ジョンソン             | アメリカ合衆国       |                                                                     |
| 21           | 1970年7月20日  | ☆    | 1R 2:29  | KO      | ロジャー・ラッセル               | アメリカ合衆国       |                                                                     |
| 22           | 1970年8月4日   | ☆    | 3R 1:41  | TKO     | ジョージ・シュバロ               | カナダ               |                                                                     |
| 23           | 1970年11月3日  | ☆    | 3R 1:50  | TKO     | ルー・バイリー                   | アメリカ合衆国       |                                                                     |
| 24           | 1970年11月18日 | ☆    | 6R 1:38  | TKO     | ブーン・カークマン               | アメリカ合衆国       |                                                                     |
| 25           | 1970年12月18日 | ☆    | 3R 1:40  | TKO     | メル・ターンボウ                 | アメリカ合衆国       |                                                                     |
| 26           | 1971年2月8日   | ☆    | 1R 2:01  | KO      | チャーリー・ボストン             | アメリカ合衆国       |                                                                     |
| 27           | 1971年4月3日   | ☆    | 2R 2:58  | TKO     | スタンフォード・ハリス           | アメリカ合衆国       |                                                                     |
| 28           | 1971年5月10日  | ☆    | 10R 2:52 | TKO     | グレゴリオ・ペラルタ             | アルゼンチン         | NABFヘビー級王座決定戦                                              |
| 29           | 1971年9月14日  | ☆    | 1R       | KO      | ヴィク・スコット                 | アメリカ合衆国       |                                                                     |
| 30           | 1971年9月21日  | ☆    | 2R 1:54  | KO      | リロイ・コールドウェル           | アメリカ合衆国       |                                                                     |
| 31           | 1971年10月7日  | ☆    | 2R 2:35  | KO      | オリー・ウィルソン               | アメリカ合衆国       |                                                                     |
| 32           | 1971年10月29日 | ☆    | 4R 終了  | TKO     | ルイス・ファウスティーノ・ピレス | ブラジル             |                                                                     |
| 33           | 1972年2月29日  | ☆    | 2R       | KO      | ジョー・マーフィー・グッドウィン | アメリカ合衆国       |                                                                     |
| 34           | 1972年3月7日   | ☆    | 2R 2:55  | KO      | クラレンス・ブーン               | アメリカ合衆国       |                                                                     |
| 35           | 1972年4月10日  | ☆    | 2R 2:28  | KO      | デッド・グリック                 | アメリカ合衆国       |                                                                     |
| 36           | 1972年5月11日  | ☆    | 2R 2:29  | KO      | ミゲル・アンヘル・パエス         | アルゼンチン         | パンアメリカンヘビー級タイトルマッチ                                |
| 37           | 1972年10月10日 | ☆    | 2R 1:05  | KO      | テリー・ソレル                   | アメリカ合衆国       |                                                                     |
| 38           | 1973年1月22日  | ☆    | 2R 2:26  | TKO     | ジョー・フレージャー             | アメリカ合衆国       | WBA・WBC世界ヘビー級タイトルマッチ WBA・WBC・リングマガジン王座獲得 |
| 39           | 1973年9月1日   | ☆    | 1R 2:00  | KO      | ホセ・ローマン                   | プエルトリコ         | WBA・WBC防衛1                                                       |
| 40           | 1974年3月26日  | ☆    | 2R 2:00  | TKO     | ケン・ノートン                   | アメリカ合衆国       | WBA・WBC防衛2                                                       |
| 41           | 1974年10月30日 | ★    | 8R 0:40  | KO      | モハメド・アリ                   | アメリカ合衆国       | WBA・WBC王座陥落                                                    |
| 42           | 1976年1月24日  | ☆    | 5R 2:28  | KO      | ロン・ライル                     | アメリカ合衆国       | NABFヘビー級タイトルマッチ                                          |
| 43           | 1976年6月15日  | ☆    | 5R 2:26  | TKO     | ジョー・フレージャー             | アメリカ合衆国       | NABF防衛1                                                           |
| 44           | 1976年8月14日  | ☆    | 3R 2:58  | TKO     | スコット・ルドゥー               | アメリカ合衆国       |                                                                     |
| 45           | 1976年10月15日 | ☆    | 4R 2:25  | TKO     | ジョン・デニス                   | アメリカ合衆国       |                                                                     |
| 46           | 1977年1月22日  | ☆    | 4R 2:34  | TKO     | ペドロ・アゴスト                 | プエルトリコ         |                                                                     |
| 47           | 1977年3月17日  | ★    | 12R      | 判定0-3 | ジミー・ヤング                   | アメリカ合衆国       |                                                                     |
| 48           | 1987年3月9日   | ☆    | 4R 2:47  | TKO     | スティーブ・ゾウスキー           | アメリカ合衆国       |                                                                     |
| 49           | 1987年7月9日   | ☆    | 3R 2:01  | KO      | チャールズ・ホステッター         | アメリカ合衆国       |                                                                     |
| 50           | 1987年9月15日  | ☆    | 6R       | TKO     | ボビー・クラブトリー             | アメリカ合衆国       |                                                                     |
| 51           | 1987年11月21日 | ☆    | 4R 2:23  | TKO     | ティム・アンダーソン             | アメリカ合衆国       |                                                                     |
| 52           | 1987年12月18日 | ☆    | 3R 2:48  | TKO     | ロッキー・セコルスキー           | アメリカ合衆国       |                                                                     |
| 53           | 1988年1月23日  | ☆    | 1R 0:45  | KO      | トム・トリム                     | アメリカ合衆国       |                                                                     |
| 54           | 1988年2月5日   | ☆    | 5R 2:39  | TKO     | グイド・トレーン                 | イタリア             |                                                                     |
| 55           | 1988年3月19日  | ☆    | 7R 1:51  | TKO     | ドワイト・モハメド・カウィ       | アメリカ合衆国       |                                                                     |
| 56           | 1988年5月21日  | ☆    | 3R 2:07  | TKO     | フランク・ラックス               | アメリカ合衆国       |                                                                     |
| 57           | 1988年6月26日  | ☆    | 4R 1:36  | TKO     | カルロス・エルナンデス           | キューバ             |                                                                     |
| 58           | 1988年8月25日  | ☆    | 2R 2:42  | TKO     | ラディスラオ・ミハンゴス         | メキシコ             |                                                                     |
| 59           | 1988年9月10日  | ☆    | 1R 2:59  | TKO     | ボビー・ヒッツ                   | アメリカ合衆国       |                                                                     |
| 60           | 1988年10月27日 | ☆    | 2R 2:26  | TKO     | トニー・フリランギ               | トンガ               |                                                                     |
| 61           | 1988年12月28日 | ☆    | 1R 2:03  | TKO     | デビッド・ジャコ                 | アメリカ合衆国       |                                                                     |
| 62           | 1989年1月26日  | ☆    | 7R 1:47  | TKO     | マーク・ヤング                   | アメリカ合衆国       |                                                                     |
| 63           | 1989年2月19日  | ☆    | 3R 2:14  | TKO     | マノエウ・デ・アウメイダ         | ブラジル             |                                                                     |
| 64           | 1989年4月30日  | ☆    | 5R 1:37  | TKO     | J・B・ウィリアムソン             | アメリカ合衆国       |                                                                     |
| 65           | 1989年6月1日   | ☆    | 2R 終了  | TKO     | バード・クーパー                 | アメリカ合衆国       |                                                                     |
| 66           | 1989年7月20日  | ☆    | 10R      | 判定3-0 | エヴェレット・マーティン         | アメリカ合衆国       |                                                                     |
| 67           | 1990年1月15日  | ☆    | 2R 2:57  | KO      | ジェリー・クーニー               | アメリカ合衆国       |                                                                     |
| 68           | 1990年4月17日  | ☆    | 4R 2:16  | TKO     | マイク・ジェイムソン             | アメリカ合衆国       |                                                                     |
| 69           | 1990年6月16日  | ☆    | 2R 2:39  | KO      | アジウソン・ホドリゲス           | ブラジル             |                                                                     |
| 70           | 1990年7月31日  | ☆    | 3R 1:24  | KO      | ケン・ラクスタ                   | カナダ               |                                                                     |
| 71           | 1990年9月25日  | ☆    | 1R 2:59  | KO      | テリー・アンダーソン             | アメリカ合衆国       |                                                                     |
| 72           | 1991年4月19日  | ★    | 12R      | 判定0-3 | イベンダー・ホリフィールド       | アメリカ合衆国       | WBA・WBC・IBF世界ヘビー級タイトルマッチ                             |
| 73           | 1991年12月7日  | ☆    | 3R 1:36  | TKO     | ジミー・K・エリス                | アメリカ合衆国       |                                                                     |
| 74           | 1992年4月11日  | ☆    | 10R      | 判定2-0 | アレックス・スチュワート         | アメリカ合衆国       |                                                                     |
| 75           | 1993年1月16日  | ☆    | 8R 1:48  | TKO     | ピエール・クッツァー             | 南アフリカ共和国     |                                                                     |
| 76           | 1993年6月7日   | ★    | 12R      | 判定0-3 | トミー・モリソン                 | アメリカ合衆国       | WBO世界ヘビー級王座決定戦                                           |
| 77           | 1994年11月5日  | ☆    | 10R 2:03 | KO      | マイケル・モーラー               | アメリカ合衆国       | WBA・IBF世界ヘビー級タイトルマッチ                                  |
| 78           | 1995年4月22日  | ☆    | 12R      | 判定2-0 | アクセル・シュルツ               | ドイツ               | IBF防衛1・WBU獲得                                                   |
| 79           | 1996年11月3日  | ☆    | 12R      | 判定3-0 | クロフォード・グリムズリー       | アメリカ合衆国       | WBU防衛1・IBA獲得                                                   |
| 80           | 1997年4月26日  | ☆    | 12R      | 判定2-1 | ルー・サバリーゼ                 | アメリカ合衆国       | WBU防衛2                                                            |
| 81           | 1997年11月22日 | ★    | 12R      | 判定0-2 | シャノン・ブリッグス             | アメリカ合衆国       |                                                                     |
| テンプレート |                |      |          |         |                                  |                      |                                                                     |

## 獲得タイトル
- 全米AAU・ボクシング競技ヘビー級優勝（1968年）
- 第19回メキシコシティーオリンピック・ボクシング競技ヘビー級優勝（1968年）
- NABF北米ヘビー級王座
- パンアメリカンヘビー級王座
- IBA世界ヘビー級王座
- WBU世界ヘビー級王座
- WBA世界ヘビー級王座（1度目は防衛2度、2度目は防衛0度）
- WBC世界ヘビー級王座（防衛2度）
- IBF世界ヘビー級王座（防衛1度）

## 著書
- ジョージ・フォアマン著/ジョエル・エンジェル協力 安部譲二訳『敗れざる者 - ジョージ・フォアマン自伝』、原題:"The Autobiography of George Foreman"、角川春樹事務所、1996年、ISBN 978-4894560062。